# 3271 Ul
3271 Ul је Амор астероид чија средња удаљеност од Сунца износи 2,101 астрономских јединица (АЈ).
Апсолутна магнитуда астероида је 16,7.